# Robin Leféber
Robin Leféber (Alkmaar, 13 januari 1982) is een Nederlands diskjockey.
In december 2003 begon hij bij Radio 538 als producer van Barry Paf, waarmee hij de plek overnam van Timo Kamst, die naar Yorin FM vertrok. Na een samenwerking van bijna 7 jaar met Barry Paf werd hij de vaste producer van Dennis Ruyer tot eind 2010. In de tussentijd deed Leféber productiewerk voor onder andere Barry's Sundate (met sidekick Kimberly van de Berkt), Frank Dane, Niels & Froukje en Friday Night Live!. Daarnaast was hij in augustus 2007 ook al eens actief als vervangend producer bij MiddenInDeNachtRick.
Vanaf 5 oktober 2008 tot december 2009 was hij als dj iedere donderdag en vrijdagochtend op Radio 538 te horen van 3.00 uur tot 6.00 uur. Van januari 2010 tot oktober 2010 was Leféber iedere maandagochtend te horen in het tweede blok van 53N8CLUB tussen 03.00 uur en 06.00 uur. Van oktober 2010 tot oktober 2011 had hij zijn eigen programma op 538, op zaterdag en zondag tussen 04.00 uur en 08.00 uur. Sinds juli 2011 kreeg Leféber zijn uren op maandag in de 53N8CLUB weer terug. Dit was ten koste gegaan van Robert de Loor. Vanaf oktober 2011 presenteerde Leféber ook op de overige dagen het tweede blok van de 53N8CLUB, als vervanger van Jos Eggink. Vanaf 6 januari 2014 werd zijn programma ingekort van 04.00 tot 06.00 uur en tevens kreeg hij een eigen programma op zondag van 22.00 tot 00.00 uur.
Naast zijn werkzaamheden bij Radio 538 trad Robin Leféber ook op als dj door het hele land met de 538 DJ's On Tour.
Op 14 mei 2014 werd bekend dat Robin Leféber een overstap maakte van Radio 538 naar Slam!FM. Hij kreeg een eigen radioprogramma Most Wanted, dat werd uitgezonden van maandag t/m donderdag van 16.00 tot 19.00 uur en op vrijdag van 16.00 tot 18.00 uur. Daarnaast kreeg hij een eigen radioprogramma onder zijn eigen naam, dat werd uitgezonden op zondag van 15.00 tot 18.00 uur. Vanaf oktober 2015 ging hij tussen 12.00 en 16.00 uur presenteren. Per oktober 2016 is Leféber niet meer werkzaam bij SLAM! vanwege de verkoop van de radiozender.   
Momenteel is Robin Leféber werkzaam bij Grand Prix Radio 